# Limnonectes visayanus
Limnonectes visayanus es una especie de anfibio anuro de la familia Dicroglossidae.

## Distribución geográfica
Es endémica de la región central Filipinas: islas de Masbate, Cebú, Negros, Guimarás, Panay y Siquijor. Habita arroyos y ríos en tierras bajas y montanas bajas.